# Mondial La Marseillaise à Pétanque
Mondial La Marseillaise à Pétanque – prestiżowy turniej pétanque organizowany co roku w Marsylii (Francja).
Trwa on 5 dni.
W imprezie bierze udział wielu graczy, np. w 2008 r. grało 12 972 zawodników w 4324 tripletach, a turniej obserwowało ponad 150 000 widzów. W 2009 roku został pobity kolejny rekord – w Marsyliance uczestniczyło 4592 tripletów, czyli 13 776 zawodników!

## Historia
Marsyliankę po raz pierwszy zorganizowano w 1962 z inicjatywy Paula Ricarda.

## Zwycięskie triplety
- 1962 Vedel – Cesar – Canavese
- 1963 Mascon – Castello – Nunari
- 1964 Besse – Lubrano – Pisapia
- 1965 Simon – Papalino – Berenger
- 1966 Simon – Besse – Pisapia
- 1967 Tricon – Arcolao – Peragoux
- 1968 Messal – Kokoyan – Calbet
- 1969 Besse – Simon – Bacciardi
- 1970 Macari – Gabanon – Salvador
- 1971 Pisapia – Binder – Brocca
- 1972 Magnani – Kokoyan – Audry
- 1973 Yvan – Lubrano – Ruiz
- 1974 Melis – Authieu – Foyot
- 1975 Melis – Authieu – Foyot
- 1976 Melis – Authieu – Foyot
- 1977 Besse – Simon – Brocca
- 1978 Baldo – Chaldjian – Garcia
- 1979 Pisapia – Capeau – Chevillon
- 1980 Lucchesi – Rouviere – Kokoyan
- 1981 Lucchesi – Rouviere – Kokoyan
- 1982 Pisapia – Lubrano – Ferret
- 1983 Kokoyan – Lucchesi – Foyot
- 1984 Kokoyan – Lucchesi – Foyot
- 1985 Pisapia – Texier – Bengler
- 1986 Valero – Garagnon – Izopet
- 1987 Manzon – Adrouamine – Agueni
- 1988 Bossy – Ré – André
- 1989 Carlin – Armando – Checconi
- 1990 Pisapia – Moraldo – Swartz
- 1991 Di Mase – Gortchakoff – Sembolini
- 1992 Molinas – Deluy – Fabre
- 1993 Bengler – Burgos – Kalazic
- 1994 Tuppo – Catoïo – Journoud
- 1995 Allier – Budet – Benoi
- 1996 Bengler – Roux – Caciagli
- 1997 Quintais – Robert – Farre
- 1998 Albentosa – Vilfroy – Gayraud
- 1999 Triaki – Marcou – Laborde
- 2000 Dubois – L. Lacroix – E. Lacroix
- 2001 Lacroix – Oddoux – Poncet
- 2002 Foyot – Usai – Milei
- 2003 Costa – Noguera – Lacroix
- 2004 Quintais – Suchaud – Philippe Pecoul
- 2005 Quintais – Suchaud – Philippe Pecoul
- 2006 Dubois J. – Dubois A. – Bennefissa
- 2007 Gayraud – Adam – Robineau
- 2008 Julien Castano – Richard Hovaguimian – Daniel Hernandez
- 2009 Quintais – Suchaud – Philippe Pecoul
- 2010 Dubois – Robineau – Rocher D.
- 2011 Garagnon – Dubois – Delys